# Benjamin Toniutti
Benjamin Toniutti (Mulhouse, 30 ottobre 1989) è un pallavolista francese, palleggiatore dello Jastrzębski Węgiel.

## Carriera

### Club
La carriera di Benjamin Toniutti inizia nel 1995 nella squadra giovanile del Pfastatt, dove resta fino al 2005 quando entra a far parte del club del progetto federale del CNVB; tale esperienza si protrae per un quadriennio e nella stagione 2009-10 fa il suo esordio nella pallavolo professionistica con l'Arago de Sète, in Ligue A, dove resta per quattro annate.
Nell'annata 2013-14 si trasferisce in Italia, ingaggiato dal Porto Robur Costa di Ravenna, in Serie A1; verso la fine di novembre, poco dopo l'inizio della stagione 2014-15, viene ceduto al club russo del Zenit-Kazan ma l'esperienza nel club dura poco più di un mese, durante il quale riesce comunque a conquistare la Coppa di Russia, non potendo essere tesserato dai russi per le competizioni europee essendolo già stato per la società ravennate nella stagione in corso; nel febbraio 2015 passa quindi al Friedrichshafen, nella 1. Bundesliga tedesca, dove conclude l'annata, vincendo sia la coppa nazionale che lo scudetto.
Nella stagione 2015-16 viene ingaggiato dallo ZAKSA, nella Polska Liga Siatkówki polacca; nelle sei annate a Kędzierzyn-Koźle si aggiudica tre scudetti, tre Coppe di Polonia, due Supercoppe e la CEV Champions League 2020-21.
A partire dal campionato 2021-22 passa ai rivali dello Jastrzębski Węgiel, con cui conquista altre due Supercoppe polacche, altrettanti scudetti e la Coppa di Polonia 2024-25.

### Nazionale
Fa parte delle diverse nazionali giovanili francesi e in particolare con la nazionale under 19 vince il campionato europeo 2007 e la medaglia di bronzo al campionato mondiale 2007, mentre con quella under 20 si aggiudica la medaglia d'argento al campionato europeo 2006 e quella d'oro all'edizione successiva.
Nel 2010 ottiene le prime convocazioni in nazionale maggiore, con cui negli anni si aggiudica due edizioni della World League (2015 e 2017) oltre al bronzo nell'edizione 2016, il titolo europeo 2015, tre medaglie alla Volleyball Nations League (l'argento nell'edizione 2018, il bronzo nell'edizione 2021 e l'oro nell'edizione 2022) e la medaglia d'oro ai Giochi della XXXII Olimpiade di Tokyo. Nel 2024 mette al collo la medaglia d'oro alla Volleyball Nations League, stesso metallo che conquista anche durante i Giochi della XXXIII Olimpiade.

## Palmarès

### Club
- Campionato tedesco: 1

2014-15
- Campionato polacco: 5

2015-16, 2016-17, 2018-19, 2022-23, 2023-24
- Coppa di Russia: 1

2014
- Coppa di Germania: 1

2014-15
- Coppa di Polonia: 4

2016-17, 2018-19, 2020-21, 2024-25
- Supercoppa polacca: 4

2019, 2020, 2021, 2022
- CEV Champions League: 1

2020-21

### Nazionale (competizioni minori)
- Campionato europeo under 20 2006
- Campionato europeo under 19 2007
- Campionato mondiale under 19 2007
- Campionato europeo under 20 2008
- Memorial Hubert Wagner 2017
- Memorial Hubert Wagner 2018

### Premi individuali
- 2007 - Campionato europeo under 19: Miglior palleggiatore
- 2010 - Ligue A: Atleta rivelazione
- 2013 - Ligue A: MVP
- 2013 - Ligue A: Miglior palleggiatore
- 2015 - World League: Miglior palleggiatore
- 2016 - Coppa di Polonia: Miglior palleggiatore
- 2016 - Polska Liga Siatkówki: MVP
- 2017 - Coppa di Polonia: Miglior palleggiatore
- 2017 - World League: Miglior palleggiatore
- 2017 - Memorial Hubert Wagner: Miglior palleggiatore
- 2018 - Volleyball Nations League: Miglior palleggiatore
- 2019 - Coppa di Polonia: Miglior palleggiatore
- 2024 - Polska Liga Siatkówki: Miglior palleggiatore[13]